# Rome (metropolitana di Parigi)
Rome è una stazione della metropolitana di Parigi, che serve la linea 2.
Il nome è quello di una delle numerose strade della zona denominate con le capitali europee, in questo caso Roma, capitale d'Italia.